# Polyxené

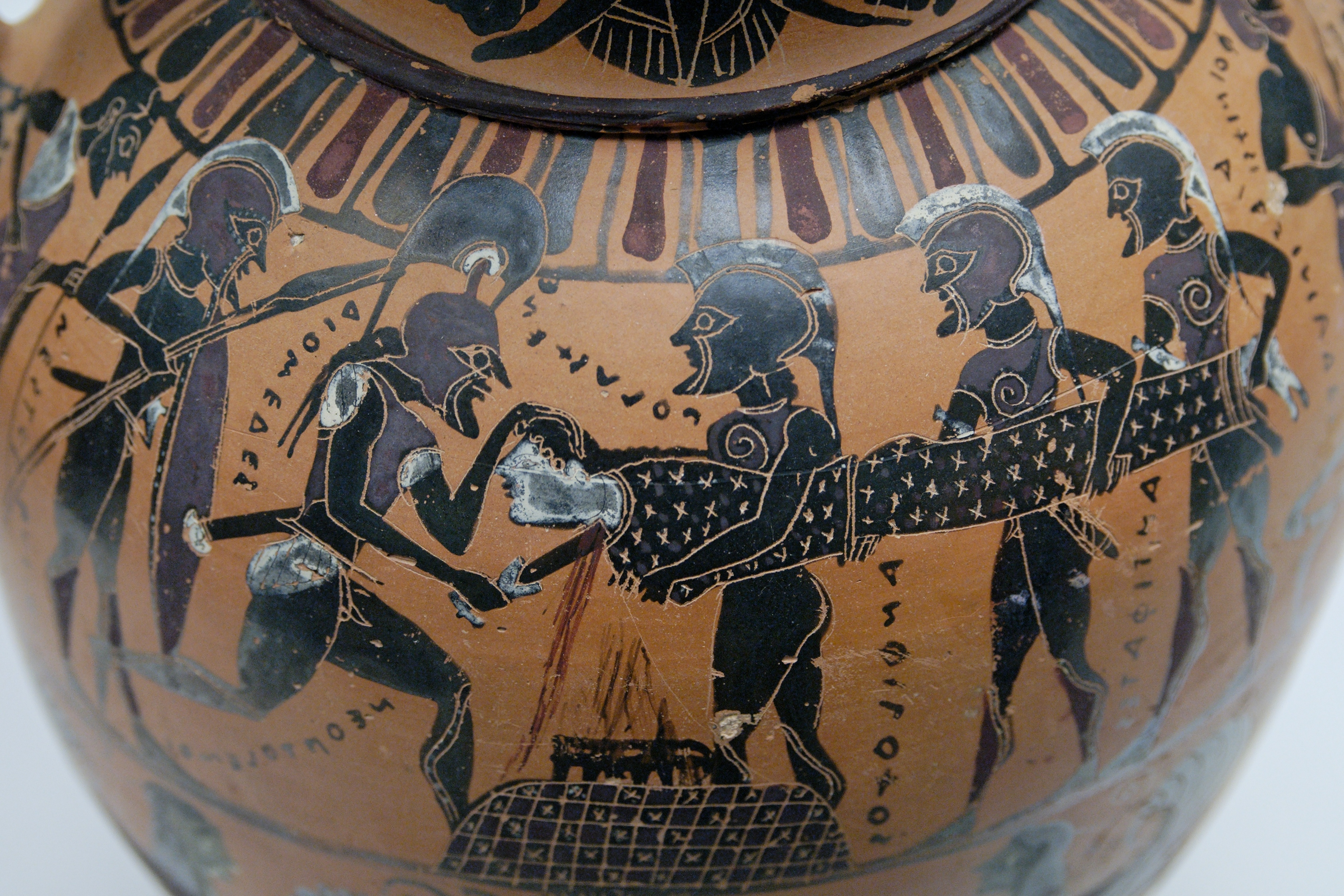
Neoptolemos obětuje Polyxenu, Tyrrhénská amfora, asi 570-550 př. n. l.

Polyxené (řecky Πολυξένη) byla postava řecké mytologie, nejmladší dcera trojského krále Priama a jeho ženy Hekabé. Po dobytí Tróje Řeky byla obětována na Achillově hrobě jeho synem Neoptolemem.
Homér se o ní v Iliadě nezmiňuje. Její příběh je popisován například v Ovidiových Proměnách.

## Obraz v umění

### Výtvarné umění
- Giovanni Battista Pittoni (1687–1767): Obětování Polyxeny
- Giovanni Battista Tiepolo (1696–1770): Obětování Polyxeny
- Pio Fedi (1816–1892): Obětování Polyxeny (Ratto di Polissena), Florencie, 1855-1865